# 남원 대복사 동종
남원 대복사 동종(南原 大福寺 銅鐘)은 대한민국 전북특별자치도 남원시, 대복사에 있는 동종이다. 1973년 6월 23일 전라북도의 유형문화재 제24호로 지정되었다.

## 개요
이 종은 신라 진성여왕 7년(893)에 창건된 전라북도 남원에 있는 대복사 극락전 앞에 있다.
전체 길이 99㎝, 입 지름 58㎝이며, 고리 역할을 하는 쌍용이 조각된 용뉴의 높이는 19㎝이다. 종의 어깨에 꽃잎을 세워서 장식하는 고려 종의 모습을 보이며, 55개의 각 꽃잎마다 소형좌상인 화불(化佛)을 하나씩 조각한 매우 독특한 모습을 하고 있다.
사각형 무늬를 빽빽히 돌린 어깨 띠 바로 아래에는 사각형의 유곽을 4곳에 배치하였고, 각 유곽안에는 가운데가 돌출된 연꽃모양의 유두를 9개씩 두었다. 유곽 옆 윗부분에는 2단으로 원을 만들어 그 안에 범자를 1자씩 새겼다. 유곽 아래로는 높이 17.5㎝의 판비(板碑)가 하나씩 새겨 있는데, 비의 면에는 16자의 글이 새겨 있다. 종 아랫부분인 입구에 접해있는 너비 6.0㎝의 입구 띠에는 연꽃과 덩굴무늬로 장식하였다.
조선 인조 13년(1635)에 만들었으며, 조선 초기 범종 연구에 중요한 자료가 된다.

## 같이 보기
- 대복사

## 참고 자료
- 대복사동종 - 국가유산청 국가유산포털